# Andrij Zborowski
Andrij Ołehowycz Zborowski, ukr. Андрій Олегович Зборовський (ur. 25 lutego 1986 roku w Symferopolu) – ukraiński piłkarz, grający na pozycji pomocnika, a wcześniej napastnika.

## Kariera piłkarska

### Kariera klubowa
Wychowanek klubu Tawrija Symferopol, barwy którego bronił w juniorskich mistrzostwach Ukrainy (DJuFL). Latem 2004 rozpoczął karierę piłkarską w drużynie rezerwowej Tawrii Symferopol. W rundzie jesiennej sezonu 2006/2007 występował na wypożyczeniu w Chimiku Krasnoperekopsk. Latem 2010 został wypożyczony do PFK Sewastopol. W styczniu 2011 podpisał z klubem nowy kontrakt, ale przez kontuzje nie grał.

### Sukcesy klubowe
- zdobywca Pucharu Ukrainy: 2010